# بيت الحيط

تعديل مصدري - تعديل

بيت الحيط هي إحدى قرى عزلة القارة بمديرية رصد التابعة لمحافظة أبين، بلغ تعداد سكانها 85 نسمة حسب تعداد اليمن لعام 2004.